# Abebech Gobena
Abebech Gobena (Amharic: አበበች ጎበና; Afan Oromo: Abbabachi Goobanaa) (Shebel Abo, Etiòpia, 20 d'octubre de 1935 - Addis Abeba, Etiòpia, 4 de juliol de 2021) va ser una activista humanitària etíop, fundadora i directora general de l'AGOHELMA, un dels orfenats més antics d'Etiòpia. És coneguda com la Mare Teresa d'Àfrica.

## Biografia
Gobena va néixer en un poble rural petit anomenat Shebel el 20 d'octubre de 1935. Va coincidir amb la invasió d'Etiòpia per les tropes de la Itàlia feixista que va originar la Segona Guerra Italo-Etíop i el seu pare va morir en les revoltes. Es va criar amb la seva mare i els seus avis fins als deu anys, en què la van casar amb un home molt més gran que ella. Gobena va escapar-se i va marxar corrent a la capital, Addis Ababa, on va anar a escola, va treballar en diverses ocupacions, entre les quals com a controladora de qualitat a una empresa de cafè i gra i es va tornar a casar.
L'any 1980, Gobena va anar en pelegrinatge a Gishen Mariam, a la província de Wollo. En aquell moment el territori estava durament afectat per la fam. En un centre d'alimentació, Gobena va veure un nen al costat del cos sense vida de la seva mare. Li va donar l'única cosa que tenia a les altres víctimes, un tros de pa i cinc litres d'aigua beneïda, i va portar el nen amb un altre orfe a la seva casa d'Addis Ababa. Un any després va portar vint-i-un nens a casa seva.
Per atendre correctament la mainada va fundar l'associació AGOHELMA, que, a més d'orfenat, proporciona diversos serveis, com ara formació formal i no formal, activitats de per ajudar a prevenir la sida, millores de les habilitats, desenvolupament d'infraestructures o empoderament de les dones. A més, té cura de 150 orfes. Per aquesta entitat han passat més de 12.000 infants necessitats i es calcula que 1,5 milions de persones s'han beneficiat de manera directa o indirecta de l'associació a diversos indrets del país.
Abebech Gobena va morir el 4 de juliol de 2021 per complicacions de la covid-19.